# Faro de Valencia (2015)
El faro de Valencia (2015) es un faro situado en el puerto de la ciudad de Valencia (Comunidad Valenciana, España). Está gestionado por la autoridad portuaria de Valencia.

## Historia
En el verano de 2015 Acciona edificó este faro, diseñado por el arquitecto Ignacio Luis Pascual Navarro. Está construido íntegramente con fibra de carbono y fibra de vidrio.